# Công quốc Friuli
Công quốc Friuli là một trong những công quốc đầu tiên do người Lombard thành lập vào năm 569. Công quốc đóng vai trò là một bộ đệm quan trọng giữa Vương quốc Ý Lombard và người Slav. Cùng với những công quốc khác như Spoleto, Benevento và Trento, các lãnh chúa của Friuli thường cố gắng thiết lập được sự độc lập từ vương quyền đặt tại Pavia.
Tỉnh Friuli (Venetia) là tỉnh đầu tiên tại Ý bị người Lombard dưới thời Alboin chinh phục vào năm 568. Trước khi tiếp tục thâm nhập vào Ý xa hơn nữa, Alboin đã thiết lập chính quyền của vùng này đặt dưới quyền của người cháu Gisulf I, người được phép lựa chọn faras hoặc các gia đình quý tộc mà ông muốn bố trí định cư ở xứ này. Công quốc lúc đầu bị hạn chế bởi dãy núi Alps Carnic và Julian Alps ở phía bắc và phía đông và hầu như không thể tiếp cận được từ mọi hướng. Lại thêm giới hạn bởi Trấn thủ xứ Ravenna ở phía nam, nơi không có đường bờ biển dài mãi về sau và một đồng bằng dẫn đến Pannonia, một cửa ngõ hoàn hảo cho những kẻ xâm lược, chẳng hạn như người Croatia, Avar và sau là người Magyar. Vào lúc đầu biên giới phía tây của công quốc chưa được định rõ, mãi đến khi tiến hành những cuộc chinh phục xa hơn nữa mới lập nên Công quốc Ceneda, nằm ngoài sông Tagliamento, giữa Livenza và sông Piave. Thành phố trọng yếu ban đầu trên địa bàn tỉnh là Aquileia thuộc La Mã, nhưng thủ đô của Friuli lại là Quảng trường Julii, ngày nay là Cividale del Friuli.
Năm 615, Concordia bị xâm chiếm và tới lượt Opitergium năm 642, khi các công tước mở rộng quyền lực của mình về phía nam để chống lại quan Trấn thủ. Năm 663, Cividale đã bị người Avar chiếm trong thời gian ngắn, nhưng bị Grimoald I xứ Benevento lấy lại được. Sau cuộc vây hãm Pavia vào năm 774, Charlemagne đã cho phép Hrodgaud giữ lại công quốc này. Khi Hrodgaud nổi loạn và bị giết chết trong trận chiến vào năm 776, Charlemagne đã thay thế ông với Macarius. Công quốc vẫn tiếp tục nằm dưới sự thống trị của người Frank cho đến năm 828 thì bị phân thành các lãnh địa bá tước và tan rã. Công quốc về sau được cải tạo thành Biên trấn Friuli vào năm 846.

## Công tước Friuli
- 568–c.584 Grasulf I
- 568/c.584–590 Gisulf I
- 590–610 Gisulf II
- 610–617 Tasso
- 610–617 Kakko
- 617–651 Grasulf II
- 651–663 Ago
- 663–666 Lupus
- 666 Arnefrid
- 666–678 Wechtar
- 678–??? Landar
- ???–694 Rodoald
- 694 Ansfrid
- 694–705 Ado
- 705 Ferdulf
- 705–706 Corvulus
- 706–739 Pemmo
- 739–744 Ratchis, còn là vua của người Lombard
- 744–749 Aistulf, còn là vua của người Lombard
- 749–751 Anselm (mất năm 806)
- 751–774 Peter
- 774–776 Hrodgaud

## Carolingian bổ nhiệm

### Công tước
- 776–787 Marcarius
- 789–799 Eric
- 799–808 Hunfrid
- 808–817 Aio
- 817–819 Cadalaus
- 819–828 Balderic

### Bá tước
- 846–863 Eberhard (còn là dux Foroiuli)
- 863–874 Unroch (III)
- 874–890 Berengar, còn là Hoàng đế La Mã Thần thánh
- 891–896 Walfred